# Zdeňka Závodská
Zdeňka Závodská (29. dubna 1924 Ostrava – 22. května 2004 Ostrava) byla česká a československá politička Komunistické strany Československa a poúnorová poslankyně Národního shromáždění ČSSR a Sněmovny lidu Federálního shromáždění.

## Biografie
Ve volbách roku 1964 byla zvolena za KSČ do Národního shromáždění ČSSR za Severomoravský kraj. V Národním shromáždění zasedala až do konce volebního období parlamentu v roce 1968.
K roku 1968 se zmiňuje coby žena v domácnosti z obvodu Slezská Ostrava.
Po federalizaci Československa usedla roku 1969 do Sněmovny lidu Federálního shromáždění (volební obvod Slezská Ostrava). Zde setrvala do července 1971, kdy rezignovala na poslanecký post.